# 大衛·林貝爾斯基
大衛·林貝爾斯基（David Limberský，1983年10月6日—）是捷克的一位足球運動員。在場上司職左後衛。他也代表捷克國家足球隊參賽。